# 拉马纳伊耶佩塔
拉马纳伊耶佩塔（Ramanayyapeta），是印度安得拉邦East Godavari县的一个城镇。总人口22323（2001年）。

## 人口
该地2001年总人口22323人，其中男性11313人，女性11010人；0—6岁人口2405人，其中男1223人，女1182人；识字率75.18%，其中男性为78.96%，女性为71.29%。